# SS Bovic
El SS Bovic fue un barco de vapor operado por la White Star Line y construido por los astilleros de Harland and Wolff en Belfast.

## Historia
Su botadura tuvo lugar el día 28 de junio de 1892, siendo concluido en agosto de ese año. Su viaje inaugural tuvo lugar el día 26 de agosto de 1892, saliendo de Liverpool hacia Nueva York. El buque fue originalmente concebido para el transporte de ganado, pero también transportaba un pequeño número de pasajeros; más tarde fue convertido para transportar solo pasajeros. Su buque hermano era el Naronic, que se perdió en el mar en 1893.
El 19 de agosto de 1915, a lo largo de la costa del sur de Irlanda, casi se convirtió en presa del submarino U-24, que había hundido otras cuatro embarcaciones en la misma región, incluyendo el SS Arabic de la propia White Star Line. El Bovic fue perseguido por el submarino, pero consiguió escapar.
En 1917 fue requisado para servir durante la Primera Guerra Mundial.
En 1922 fue vendido a la compañía Leyland Line y renombrado como SS Colonian. Fue desguazado en Róterdam en el año 1928.